# 渡邊璃生
渡邊 璃生（わたなべ りお、2000年〈平成12年〉3月8日 - ）は、日本の元アイドル、元タレント、元小説家。神奈川県出身。レプロエンタテインメントに所属していた。女性アイドルグループ・ベイビーレイズJAPANの元メンバー。小説の執筆、作詞を行う際には別名義工藤 了（くどう りょう）を使用する。

## 略歴
小学3年生(8歳)の時に、品川駅のホームで母親と一緒にいた所を現在の事務所にスカウトされる。
2012年5月、菊地亜美（当時アイドリング!!!）がパイセン（先輩）役を務めるレプロエンタテインメントの新アイドルグループ・ベイビーレイズ（現・ベイビーレイズJAPAN）のメンバーに選抜される。なおベイビーレイズJAPANでは最年少。
2016年12月28日、「ベイビーレイズJAPANワンマンライブ2016 the Final」にて、グッズ購入特典として自作の短編小説を配布。以降のベイビーレイズJAPANワンマンライブではグッズ購入特典として短編小説の配布を行う。
2018年9月24日、ベイビーレイズJAPANが解散。
2018年11月10日、動画のライブ配信・生放送SNS「LiveMe（ライブミー）」でレギュラー配信開始。
2018年11月23日、チャット小説アプリ「Balloon」上で「工藤 了」名義での小説『遥か隣りで』を公開。
2019年2月、漫画『アイドルマスター ミリオンライブ! Blooming Clover』の新曲の作詞を担当することを発表。「工藤 了」名義での作詞はこれが初。
2019年3月25日、「Balloon」上で続編『遥か隣りでⅡ』を公開。
2019年4月12日、YouTubeチャンネル「りおさんのゲーム倉庫」（通称「りお倉」）を開設。
2019年8月19日、エンターテインメントコマースサービス「ギャポリー 〜ゲームでGET！自宅に届く〜」にて、2019年9月17日までの期間限定でオリジナルグッズの販売開始。
2019年8月23日、LiveMeでのレギュラー配信終了。
2019年10月18日、「Balloon」上で第2作目となる『白い紅旗』を公開。
2019年12月4日、「限定グッズのカプセルプライズ ウェブポン」にて、Youtubeチャンネル「りおさんのゲーム倉庫」のガチャを12日間限定で販売開始。
2020年3月8日、20歳の誕生日を迎えると共に、短編集「愛の言い換え」（5月2日発売、KADOKAWA）で小説家デビューすることを発表。
2020年5月2日、初の短編小説集「愛の言い換え」を発売。
2021年5月16日、同月20日をもって芸能界を引退することを自身のTwitterで発表。
2021年9月12日、『めたるのちゃんねる OPENREC』にシークレットゲストとして出演。インスタグラムを開設し、璃生として再始動。

## 人物
- 家族構成は父、母、弟。ペットは、犬×2、猫×1（2020年現在）。（時期によって、猫×3）
- 愛称、ベイビーレイズでは「りおトン」、「トンちゃん」、「トン」。りおさんのゲーム倉庫開設以降は、「りおさん」。
- 2000年生まれなのでイベントやライブでの自己紹介では「ミレニアム・ベイビーレイズの渡邊璃生〜」と言っていた。
- メンバーで唯一中学生だったため20時以降の仕事には出演出来ずその際はりおトンタイム（シンデレラタイム）と呼ばれていた。
- ベイビーレイズのメンバーまなつ(林愛夏)を「ねぇね」と呼ぶ（ママとも呼んだ事がある）
- 愛猫の名前は『リヴ』、『ロニィ』、『ティニー』。2020年現在は『いと』。
- 愛犬の名前は『まち』、『うた』
- 歌とダンスが苦手。
- サインに「ニコちゃんマーク」があり、時々「ニコちゃんマーク」が笑っていないバージョンもある。
- 空港の手荷物検査場(手荷物チェック)にて、必ず引っかかる。
- 運動神経が無くダンスが苦手。また、客の持ち物を使っていたずらすることを好むため、突拍子もない行動からファンから苦情がくる。以上の行動から「破壊神」の異名を持つ[14]。
- フジテレビ「アウト×デラックス」出演後、ファンに対してのカスタマーセンターが設置された[15]。

### 趣味
- 蛾の標本集め（カイコガの飼育経験あり）、教会巡り。
- 好きな音楽はロック、パンクなど。
- 好きなアーティスト、バンドは「Fear, and Loathing in Las Vegas」、椎名林檎、「THE MAD CAPSULE MARKETS」、「04 Limited Sazabys」など。

※両親の影響によりスカコア（スーサイド・マシーンズ)、(ダンス・ホール・クラッシャーズ)、メロコア(NOFX)、ヘヴィメタル(スリップノット、メタリカ)、グランジ(ニルヴァーナ、ホール)などを聴いていた(ブログやTwitterなどでは上記のバンドTを着ていた)。
- 好きなアイドルは9nine。
- 好きなファッションはパンク系、シンプル系、スケーターファッションなども好む。
- 好きなブランドは「X-girl」、「HYSTERIC GLAMOUR」、「CECIL McBEE」、「LIZ LISA doll」、「LONSDALE」、「FRED PERRY」、「SANTA CRUZ」、「ANTI HERO」など。
- 小説、漫画好きで中学の頃は「ジョジョの奇妙な冒険」、「スラムダンク」、「めだかボックス」、「HUNTER×HUNTER」、「CLAYMORE」などを愛読していた。その後、「ドロヘドロ」、「バイオーグ・トリニティ」、「月に吠えらんねえ」なども愛読。
- 好きなカエルはコバルトヤドクガエル(2016年11月6日放送のシブヤノオトでコバルトヤドクガエルが好きだと語っていた)

## 出演

### テレビ
- アウト×デラックス（2013年6月20日、フジテレビ）アウトな人々
- 「22/7 計算中 season3」（2021年4月10日、17日、TOKYO MX、BS11）菊地亜美、高見奈央と元アイドルとして出演。
- 「電脳少女シロのアレコレ挑戦バラエティ 超サイキ道DX」（2021年4月24日、テレ朝チャンネル）.LIVE所属のVTuber カルロ・ピノと「絶対に見つからないいきもの展」のコラボ企画を担当。

### ラジオ
- 大矢・高見のしゃべりスタ!（2019年1月2日、ラジオ日本）ゲスト出演。

### WEB番組
- 「ペルソナ５ 超極秘情報解禁！生放送SP」（2017年12月24日、AbemaTV）- 高見奈央と出演。
- Wの悲喜劇#43「ひとり上手女子〜今さら他人と暮らせない」（2018年4月28日、AbemaTV）
- LiveMe（2018年11月10日 - 2019年8月23日（全38回）、キングソフト）- 毎週金曜21時から配信。
- りおさんのゲーム倉庫（2019年4月12日 - 2021年5月19日、YouTubeチャンネル）

### ゲーム
- Caligula Overdose -カリギュラ オーバードーズ- （2018年）実況プレイ動画への出演、ゲームに声優として参加。[16]

### イベント
- LLR伊藤と椿鬼奴のやっぱし猫が好き！（2018年11月28日、新宿・Naked Loft）[17]
- 生誕イベント＆LiveMe公開生配信（2019年3月8日、秋葉原・Player's Club イケベック）[18]
- ココノライブ＃1～りおトンに気に入られるのは誰だ！？～（2019年4月18日、浅草九劇）[19]
- 工藤了原作 朗読劇「遥か隣りで」（2019年6月29日、銀座九劇アカデミア）- 原作者としてトークショーのみ参加。[20]
- 工藤了原作 朗読劇「白い紅旗」（2019年12月7日、渋谷・l'atelier by apc）- 原作者としてトークショーのみ参加。[21]
- LLR伊藤と椿鬼奴のやっぱし猫が好き！（2020年2月4日、新宿・Naked Loft）[22]
- サクドリ vol.3 写真展「Girls, be ambitious.」（2020年2月17日 - 2020年2月25日、浅草九スタ）- モデル[23]
- サクドリ Vol.3 写真展「Girls, be ambitious.」トークショー（2020年2月22日、浅草九スタ）
- 渡邊璃生成人記念！「りお倉」スペシャル公開生配信in浅草九劇（2020年11月11日、浅草九劇）[24]

### 映画
- ミミクリ（東京工芸大学芸術学部映像学科作品、2009年）
- へなちょこサーカス（ショートフィルム、2010年）

### CM
- マクドナルド「ハッピーセット　i dog篇」（2010年）
- 西松屋「2011秋Ver.」、「2011冬Ver.」

### PV
- TRIPLANE「友よ」（2010年）

### 雑誌
- 「小学三年生」（2009年、2010年）
- 「小学四年生」（2010年）
- 「with」（2013年《2014年2月号》）

### カタログ
- Kids' CECILE(2011〜)カバーガール

### モデル
- LIZ LISA doll（2011年）

## 作品
特筆しない限り、「工藤了」名義。

### 小説
- 愛の言い換え（2020年5月2日、KADOKAWA、ISBN 978-4-04-108568-4）

「渡邊璃生」名義。初の短編小説集。アイドル時代に執筆した3篇の他、書き下ろした新作3篇を含む全6篇。

### ウェブ小説
- 遥か隣りで（2018年11月23日 - 、チャット小説アプリ「Balloon」）
- 遥か隣りでII（2019年3月25日 - 、チャット小説アプリ「Balloon」）
- 白い紅旗（2019年10月18日 - 、チャット小説アプリ「Balloon」）

### 作詞提供
ベイビーレイズJAPAN
- アンチヒーロー

「渡邊璃生」名義。児玉雨子と共作。ミニアルバム「THE BRJ」収録曲。
アイドルマスター ミリオンライブ!
- Clover Days（矢吹可奈（木戸衣吹）、北沢志保（雨宮天）、箱崎星梨花（麻倉もも）、高坂海美（上田麗奈））

漫画『アイドルマスター ミリオンライブ! Blooming Clover』5巻限定版オリジナルCD収録曲。
（2021年1月27日から、iTunes Store、レコチョク、Mora、animelo mix、LINE MUSIC、e‐onkyo musicで配信）